# Kahama (huyện)
Kahama là một huyện thuộc vùng Shinyanga, Tanzania. Thủ phủ của huyện Kahama đóng tại Kahama Mjini. Huyện Kahama có diện tích 9461 ki lô mét vuông. Đến thời điểm điều tra dân số ngày 25 tháng 8 năm 2002, huyện Kahama có dân số 594891 người.